# Platycheirus tetragona
Platycheirus tetragona är en tvåvingeart som först beskrevs av Geoffroy 1785.  Platycheirus tetragona ingår i släktet fotblomflugor, och familjen blomflugor.
Artens utbredningsområde är Frankrike. Inga underarter finns listade i Catalogue of Life.